# Calkinsia aureus
Calkinsia aureus (лат.) — вид одноклеточных организмов из типа эвгленозоев, единственный в роде Calkinsia. Населяет глубины морского дна, с низким содержанием кислорода. Учёные не пришли к единому мнению на счёт систематики рода: часть помещают его в семейство эвгленовых (Euglenaceae), часть — в отряд Symbiontida.